# Tory és Whig
A Tory és Whig (angolul többes számban tories és whigs) két angol arisztokrata párt, mely hosszú ideig a politikai életben egymással versenyzett, és a kormányzásban egymást váltotta. 

## Eredetük
Mindkét név eredetileg gúnynév volt. A tory név Írországban merült fel I. Károly idejében: így nevezték azon ír rablóbandákat, melyek, mint a király állítólagos hívei, az országban szanaszét rabolgattak. Később, a Stuartok restaurációja után e névvel jelölték az írek védelmezőjének, Jakab yorki hercegnek a híveit, majd pedig az egész udvari pártot. A whig elnevezés skót eredetű: így nevezték a skót parasztokat, állítólag azért, mert lovaikat „whigam” kiáltással ösztönözték. 1648-ban ez az elnevezés átment a skót felkelőkre, a covenant híveire, majd a skót köztársasági pártra. Végül a restauráció idején (1680 körül) így nevezte el az udvari párt azt a politikai pártot, mely a Stuartok katolikus ágát, azaz Jakab yorki herceget a trónöröklésből kizárni akarta. A Stuart-ház elűzetése és a Hannoveri-ház uralmának megszilárdítása után e nevek jelentősége megváltozott. A tory név egyet jelentett a konzervatív, a whig a liberális szavakkal. A legszélső torykat, akik minden újítást a legmakacsabbul elleneztek, magas-toryknak (hightories) nevezték.
Más országokban is kialakultak whig pártok, többek között az Amerikai Egyesült Államokban (Whig Party) és Libériában (True Whig Party); az amerikai whig párt csak 1833 és 1856 között működött, a libériai „Igaz Whig Párt” 1869-óta máig, igaz az eltelt hosszú idő óta több változtatással. Tory pártok elsősorban Írországban és Kanadában jöttek létre. 

## A zenében
- The Whigs, 2002-ben alapult garázs rockot játszó amerikai banda.
- The Afghan Whigs, a 90-es években működő indie rock zenét játszó banda.

## Fordítás
Ez a szócikk részben vagy egészben  a   True Whig Party című angol Wikipédia-szócikk fordításán alapul.  Az eredeti cikk szerkesztőit annak laptörténete sorolja fel. Ez a jelzés csupán a megfogalmazás eredetét és a szerzői jogokat jelzi, nem szolgál a cikkben szereplő információk forrásmegjelöléseként.